# 庫薩 (俄國)
55°20′N 59°27′E / 55.333°N 59.450°E
庫薩（俄语：Куса），是俄羅斯車里雅賓斯克州西北部的一個城市，位於阿伊河畔。2002年時人口為34,290人。
庫薩於1778年建立。1943年1月8日正式建市。